# Il giocatore (Cherubini)
Il giocatore è un intermezzo in tre parti con musica di Luigi Cherubini, su libretto di Antonio Salvi scritto oltre mezzo secolo prima per essere musicato da Giuseppe Maria Orlandini.
Composta da un Cherubini ancora quindicenne, l'operina fu messa in scena a Firenze nel 1775. Questo lavoro fu prodotto sulla scia del grandioso successo ottenuto da Orlandini nel 1715, quando rappresentò lo stesso soggetto sotto il nome di Bacocco e Serpilla (meglio conosciuto come Il marito giocatore e la moglie bacchettona). Dal quel momento in poi l'intermezzo di Orlandini fu oggetto di varie riprese, talvolta revisionate, e il testo stesso subì spesso nuove messe in musica, fra cui, appunto, quella del Cherubini.

## Trama
Serpilla non sopporta più il marito Bacocco, dedito al gioco, e si rivolge a un giudice perché lo vuole lasciare. Il giudice è lo stesso Bacocco travestito, che si mette a corteggiare Serpilla. Serpilla sembra cedere al corteggiamento e Bacocco, furioso, si rivela e la caccia. Serpilla si riduce in povertà, ma tra i due rinasce l'amore dopo un fortuito incontro.

## Discografia
- 1989 - Giorgio Gatti (Bacocco), Monica Bacelli (Serpilla) - Direttore: Giorgio Bernasconi - Accademia Strumentale Italiana - CD: Phoenix PX 504 1; Rodolphe coceu 005[1]